# Anteliaster scaber
Anteliaster scaber is een zeester uit de familie Pedicellasteridae.
De wetenschappelijke naam van de soort werd in 1876 gepubliceerd door Edgar Albert Smith.